# Oliviero Carafa
Oliviero Carafa (Nàpols, 10 de març de 1430 - 20 de gener de 1511) va ser un cardenal italià, arquebisbe de Nàpols i Degà del Col·legi Cardenalici els últims anys de la seva vida.

## Biografia
De família noble, era fill de Francesco Carafa, patrici napolità, i de Maria Origlia. Per relacions familiars, estava connectat a altres cardenals, com Filipo Carafa, Gian Pietro Carafa, Carlo Carafa, entre d'altres. Va obtenir el seu doctorat en teologia a Nàpols.

## Vida religiosa
Va ser triat arquebisbe de Nàpols el 18 de novembre de 1458. Consagrat el 29 de desembre de 1458, en la Torre del Greco, per Leone de Simone, bisbe de Nola, assistit per Leone Cortese, bisbe d'Acerra, i per Benedetto, bisbe de Dragonara. Va prendre possessió de la seu el 13 de gener de 1459.
Promogut al cardenalat, a petició del rei de Nàpols, Ferran d'Antequera. El 18 de setembre de 1467, va ser nomenat cardenal in pectore pel Papa Pau II, sent el seu nom anunciat l'endemà. Va rebre la birreta cardenalícia i el títol de cardenal-presbíter de Sants Marcelino e Pedro el 3 de desembre. Va aconseguir el títol de Sant Eusebi el 5 de setembre de 1470.
El 22 de desembre de 1471, el nou Papa Sixt IV el va nomenar nunci davant el rei Ferran I per a obtenir la seva participació en la formació d'una flota, que el cardenal anava a comandar, va deixar Roma el 28 de maig de 1472, durant la festa de Corpus Christi, després de la missa celebrada en la basílica de Sant Pere, en presència del papa i de la Santa Seu. Va arribar a Òstia i va ser a bord, dirigint la flota cristiana com el seu almirall, per a Nàpols i va continuar en direcció a Rodes, lluitar contra els bucs turcs i ocupar la important fortalesa musulmana d'Esmirna. Va retornar a Roma el 23 de gener de 1473 amb els presoners que havien estat capturats i va ser rebut pel papa en el Consistori. El 5 de juny, el cardenal va rebre a Roma la Princesa Elionor, filla del rei de Nàpols. Va anar amb el papa a Viterbo i Foligno el 10 de juny de 1476, a causa de la pesta.
El 24 de juliol de 1476, assumeix el Bisbat suburbicari d'Albano, mantenint in commendam el títol de Sant Eusebi. Entre 1477 i 1478, va ser Camarlenc de la Santa Església Catòlica. Va passar pel Bisbat suburbicari de Sabina-Poggio Mirteto el 31 de gener de 1483. Va renunciar a la Seu de Nàpols en favor del seu germà Alessandro, el 20 de setembre de 1484.
Després de l'elecció del Papa Alexandre VI, es Degà del Col·legi Cardenalici. Es va abstenir de visitar el rei Carles VIII de França, que havia arribat a Roma. El 7 de gener de 1493, va buscar refugi amb el papa, al Castell de Sant'Angelo. Va deixar Roma per Orvieto amb el Papa Alexandre VI el 27 de maig de 1495. Nomenat administrador de Rimini el 31 d'octubre de 1495, va renunciar al càrrec en favor del seu nebot Vincenzo en 13 de setembre de 1497. Protector dels frares dominicans, va rebutjar a defensar Girolamo Savonarola l'abril de 1497. Amb la mort del seu germà, va ser administrador de la Seu de Nàpols, el 4 d'agost de 1503, ocupant el càrrec fins l'abril de 1505.
El 29 de novembre de 1503, es cardenal-bisbe del Bisbat suburbicari d'Òstia. Va ser un patró de les arts i de les lletres, i de les primeres impremtes de Roma. A més, va ser un gran benefactor de les ciutats de Roma i Nàpols, on va construir esglésies, hospitals i monestirs. Ell va fer entrar en l'estat eclesiàstic el seu nebot, Gian Pietro, que més tard seria el Papa Pau IV.

## Conclaves
- Conclave de 1471 - va participar de l'elecció del Papa Sixt IV.[4]
- Conclave de 1484 - va participar de l'elecció del Papa Innocenci VIII.
- Conclave de 1492 - va participar com a vicedegà de l'elecció del Papa Alexandre VI.
- Conclave de setembre de 1503 - va participar probablement com degà de l'elecció del Papa Pius III.
- Conclave de la tardor de 1503 - va participar probablement com a degà de l'elecció del Papa Juli II.